# Sluiernevel

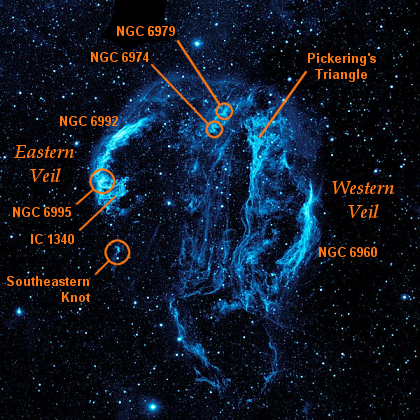
De Sluiernevel in ultraviolet licht (GALEX)

De Sluiernevel (ook wel Cirrusnevel) is het overblijfsel van een supernova die tussen de 5.000 en 8.000 jaar geleden in het sterrenbeeld Zwaan ontplofte. De nevels NGC 6960, NGC 6974, NGC 6979, NGC 6992, NGC 6995 en IC 1340 behoren alle tot de Sluiernevel.
Schattingen over de afstand tot de Sluiernevel, die zo'n 3 booggraad aan de sterrenhemel beslaat, lopen uiteen van 1.400 tot 2.600 lichtjaar. De afmeting van de nevel ligt in de buurt van de 50 lichtjaar.
Visueel is de nevel, ondanks een vrij hoge helderheid, moeilijk te zien, mede doordat het licht van de nevel over een groot oppervlak wordt uitgespreid. Het gebruik van een OIII filter vergemakkelijkt het visueel waarnemen van de Sluiernevel.
De nevel werd in 1784 door William Herschel ontdekt.